# Chytroglossa marileoniae
Chytroglossa marileoniae es una especie de orquídea con hábitos de epifita, originaria de Brasil.

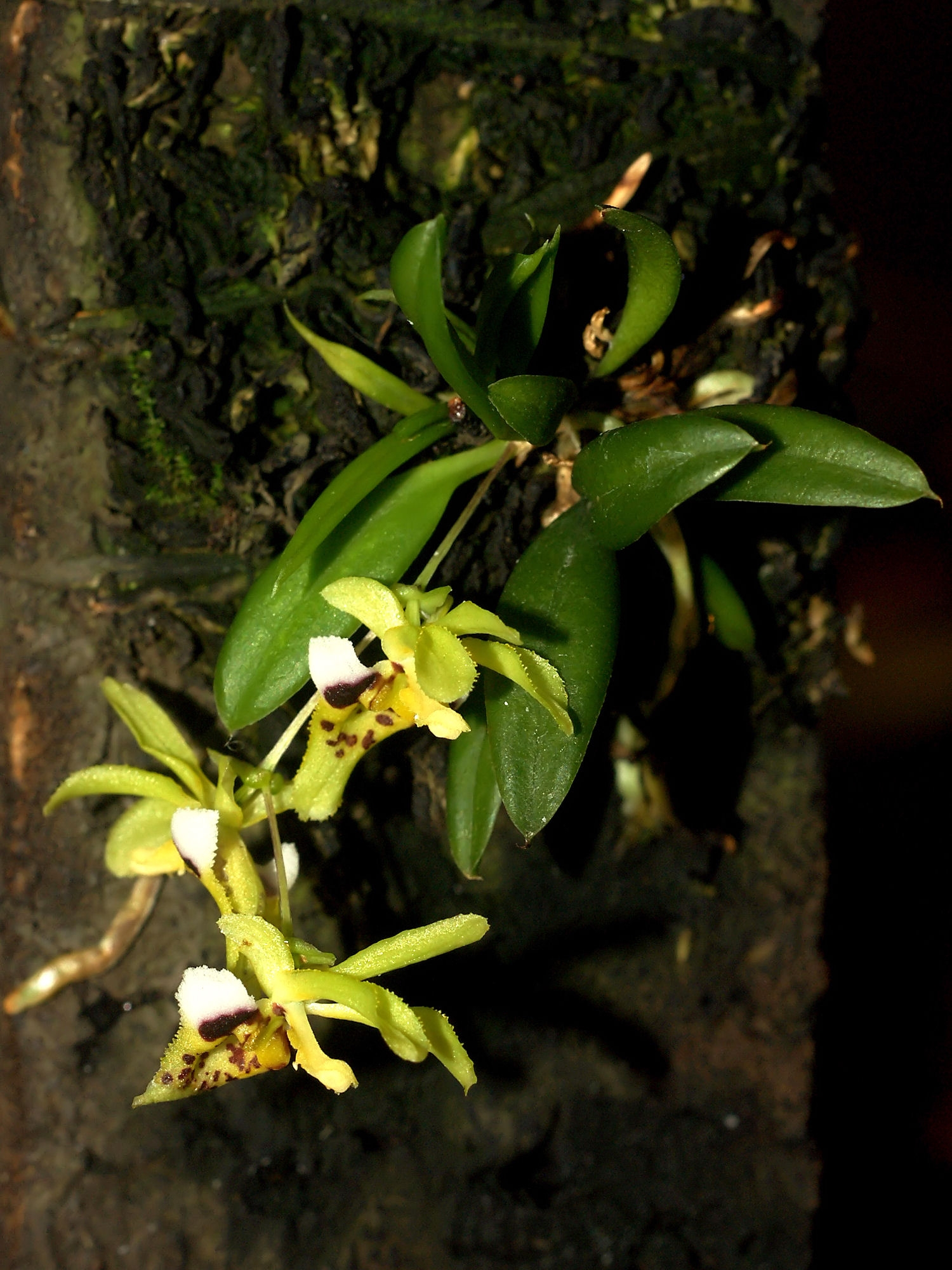
Vista de la planta

## Descripción
Es una orquídea de pequeño tamaño con hábitos de epifita. Esta especie tiene una forma de abanico de varias hojas delgadas, quilla, de color verde oliva,  agudas que tienen el ápice ligeramente recurvado. Florece en la primavera en una inflorescencia colgante, nervuda de 5 cm de largo, con 4 a 6 flores.

## Distribución y hábitat
Se encuentra en Sao Paulo y el estado de Río de Janeiro del Brasil en la parte trasera de las montañas cerca de la costa en las elevaciones de 500 a 700 metros en los bosques de niebla con una creciente necesidad de  humedad y agua y sombra parcial.

## Taxonomía
Chytroglossa marileoniae fue descrita por Heinrich Gustav Reichenbach   y publicado en Hamburger Garten- und Blumenzeitung 40: 546. 1863.
Etimología
Chytroglossa: nombre genérico que procede de la latinización de dos palabras griegas: χύτρος (khýtros), que significa "olla" o "pote" y γλώσσα, que significa "lengua", refiriéndose a la concavidad existente en el labelo de sus flores.
marileoniae: epíteto